# Aires urbaines dans la Creuse
Les aires urbaines dans la Creuse sont des agglomérations urbaines françaises situées dans le département de la Creuse, en région Nouvelle-Aquitaine.
En 2010, la Creuse comprend cinq aires urbaines, dont une inter-départementale.

## Liste des aires urbaines
La Creuse comprend quatre aires urbaines intra-départementales :
| Code Insee | Aires urbaine  | Type                | Unités urbaines | Communes | Superficie (km²) | Population (2017) | Densité (2017) (hab/km²) |
| ---------- | -------------- | ------------------- | --------------- | -------- | ---------------- | ----------------- | ------------------------ |
| 487        | Aubusson       | petite aire urbaine | Aubusson        | 9        | 136,2            | 6 095             | 44,7                     |
| 667        | Bourganeuf     | petite aire urbaine | Bourganeuf      | 6        | 109              | 4 556             | 29,3                     |
| 190        | Guéret         | grande aire urbaine | Guéret          | 32       | 626,4            | 31 708            | 50,6                     |
| 576        | La Souterraine | petite aire urbaine | La Souterraine  | 1        | 37,1             | 5 207             | 140,5                    |

et une aire urbaine inter-départementale :
| Code Insee | Aires urbaine | Type                | Unités urbaines | Communes                   | Superficie (km²)             | Population (2017)            | Densité (2017) (hab/km²)   |
| ---------- | ------------- | ------------------- | --------------- | -------------------------- | ---------------------------- | ---------------------------- | -------------------------- |
| 035        | Limoges       | grande aire urbaine | Limoges         | 96 (dont 1 dans la Creuse) | 2309,1 (24,3 dans la Creuse) | 283 556 (162 dans la Creuse) | 122,8 (6,7 dans la Creuse) |